# Училище Святой Анны
Училище Святой Анны (Анненшуле, нем. Annenschule) — школа в Санкт-Петербурге, основанная в 1736 году для обучения детей немецких поселенцев. В настоящее время в обоих зданиях школы находится физико-математический лицей № 239.

## История школы

### XVIII век
В 1711 году для оснащения армии и флота России, участвовавшей в Северной войне, на левом берегу Невы, напротив будущей Выборгской стороны, был создан Литейный двор. Для него, а также для возникшего позднее Пушечного двора необходимо было большое количество мастеров, часть которых Пётр I пригласил из-за границы — из Дании, Швейцарии, Голландии и Германии. Многие мастера приезжали со своими семьями, оборудованием и селились в слободах, называвшихся по их происхождению: немецкая слобода, датская слобода, голландская слобода и т. д.
Немецкая слобода, размещавшаяся в районах, примыкающих к современному Литейному проспекту, создала свою лютеранскую общину. В 1720—1722 годах на окраине слободы была построена деревянная лютеранская церковь, освящённая 18 марта 1722 года в честь апостола Петра. Её первым настоятелем стал Иоганн Леонард Шатнер, который прибыл из Москвы в составе полка, назначенного в гарнизон Литейного двора. По своей инициативе Шатнер стал обучать немецкой грамоте и Закону Божьему нескольких мальчиков — детей прихожан. Вскоре популярность учителя возросла и места в церкви для занятий стало не хватать. Поэтому Шатнер начал добиваться у общины согласия на постройку отдельного школьного здания. С помощью графа Якова Вилимовича Брюса школа в отдельном деревянном здании около церкви была построена и 3 января 1736 года торжественно освящена. Этим было положено начало Анненшуле.
В 1734—1740 годах на месте деревянного храма по проекту архитектора П. М. Еропкина была построена более вместительная новая церковь — тоже деревянная, но уже с каменным фундаментом. В 1740 году умерла императрица Анна Иоанновна, пожертвовавшая в своё время большую сумму денег на строительство нового храма. Церковный совет на заседании 16 октября решил, что новая церковь будет носить имя Святой Анны (до этого она называлась церковью Святого Петра или кирхой «на Литейном дворе»). Одновременно это название получила и школа при церкви. С тех пор она стала называться Училищем Святой Анны (или, по-немецки — Annenschule).
Во второй половине XVIII века училище неоднократно перемещалось в более просторные деревянные здания. В это же время происходило развитие училища и в области преподавания учебных предметов. В начале царствования Екатерины II учебный курс школы, помимо Закона Божьего и немецкой грамоты, включал уже русский, французский и латинский языки, арифметику, географию, музыку и пение. В школе стали учиться дети не только из немецких семей. Первоначально преподавание в училище было элементарным, но с 1764 года число предметов, по-видимому, увеличилось. В 1766 году учреждены были новые должности: ректора, конректора, кантора и органиста.
В 1775—1779 годах неподалёку от здания школы архитектором Юрием Матвеевичем Фельтеном была возведена каменная лютеранская церковь Святой Анны, выполненная в стиле раннего классицизма. Вслед за каменной церковью, в 1785 году было возведено и каменное здание школы (ныне это здание по адресу Кирочная, 8).
В 1780 году школа была разделена на два отделения — мужское и женское, причём каждое состояло из трёх классов, в которых, помимо вышеназванных предметов, начали преподавать историю и рисование. Ранее школа была элементарной, теперь она сменила свой статус и стала городской. Её программа была близка к программе реального училища. В мужском отделении преподавались богословие, история, естествознание, технология, арифметика, каллиграфия, математика, русский, немецкий, французский и латинский языки, музыка, пение, рисование, танцы. Учащиеся занимались по учебным пособиям, написанным учителями училища, членами Академии Наук России. Училище заметно отличалось от себе подобных высокой демократичностью и веротерпимостью. Отбор учеников в училище не зависел от сословия и вероисповедания мальчиков и девочек. В остальном Анненшуле имело очень много общего с государственными гимназиями, однако права поступления в университет её питомцы не имели.

### XIX век
В 1830-е годы школа ввела в свой курс естественную историю, технологию, английский язык. В 1833—1839 годах новый директор доктор Эрихсен преобразовал школу в заведение с классическим характером. С этого момента был окончательно введён гимназический курс для мальчиков и девочек, в результате чего школа стала весьма престижной. Сорок её выпускников стали студентами Петербургского, Московского, Дерптского и Гельсингфоргского университетов, а 33 выпускницы сдали экзамен на гувернанток. С 1843 года началось издание ежегодных сборников научных работ преподавателей с годовыми отчётами школы, которое продолжалось вплоть до Первой мировой войны.
3 ноября 1852 года указом императора Николая I школе был присвоен статус государственной гимназии, а преподаватели получили статус государственных служащих (однако без права на государственную пенсию). В 1856 году произошло открытие реального отделения. В связи с этим несколько изменилось официальное название Анненшуле. С этого времени она называлась Училище Святой Анны в составе мужской и женской гимназий, реального отделения, мужской и женской элементарных (начальных) школ. В 1862 году выпускники школы получили право без сдачи вступительных экзаменов только по аттестату об окончании гимназии поступать в университет.
К 1860-м годам Анненшуле сильно выросла (в 1867—1868 годах в ней училось 537 учеников и 305 учениц) и ей стало не хватать помещений. Поэтому в 1868 году по проекту архитектора А. И. Дютака было возведено новое каменное здание (именно в этом здании сегодня находится Физико-математический лицей № 239).
Здание выстроено в стиле классицистической эклектики, объём актового зала с высокими арочными окнами выделяется по высоте.
Своего наивысшего расцвета Училище Святой Анны достигло в конце XIX — начале XX века, когда его директором был талантливый педагог Иосиф (Йозеф) Иосифович Кениг. Он заведовал школой 26 лет (1884—1910) и в этот период школа постоянно расширялась: от 1153 учеников в 1884 году до 1733 в 1908 году.
В 1889 году на деньги, пожертвованные выпускниками школы, по проекту архитектора В. А. Шрётера к зданию школы был пристроен гимнастический зал арочного типа со стальным каркасом (ленточное остекление по металлическим дугообразным формам), удостоенный на Всероссийской гигиенической выставке 1893 года золотой медали, как не имеющий себе равных в Европе; также это первый в Петербурге школьный спортивный зал.

### XX век
К началу XX века Анненшуле состояла уже из мужской и женской гимназий, реального училища, элементарной и подготовительной школ и сиротского дома. Вновь потребовалось увеличение учебной площади и в 1905—1906 годах для элементарных школ было выстроено новое здание в стиле модерн на противоположной стороне от церкви Святой Анны (ныне ФМЛ № 239).
После Октябрьской революции, 18 октября 1918 года, Училище Святой Анны было национализировано и постановлением Наркома народного просвещения зачислено в разряд правительственных учебных заведений, на его базе была организована 11-я советская трудовая школа. Преподавание предметов на немецком языке было сокращено, а затем полностью прекращено. Постепенно сменился педагогический персонал. Директором школы и преподавателем математики до своего ареста в 1937 году был И. Г. Вайсман (1885—1938), в прошлом — журналист, редактор и издатель «Бессарабского обозрения» (литературный псевдоним И. Григорьев). С 1934 года в бывшем здании для начальных школ размещалась средняя школа № 32 (ныне — № 203), а в старом здании Училища с 1922 года — № 11 (с 1941 года — № 189).
В 1975 году это здание было передано физико-математической школе № 239 (ФМЛ № 239), которая и занимает это здание долгие годы. В лицее (внутри) имеется доска в память об Анненшуле.